# Argyle (Texas)
Argyle es una ciudad ubicada en el condado de Denton en el estado estadounidense de Texas. En el Censo de 2010 tenía una población de 3.282 habitantes y una densidad poblacional de 110,8 personas por km².

## Geografía
Argyle se encuentra ubicada en las coordenadas 33°6′18″N 97°10′45″O / 33.10500, -97.17917. Según la Oficina del Censo de los Estados Unidos, Argyle tiene una superficie total de 29.62 km², de la cual 29.5 km² corresponden a tierra firme y (0.41%) 0.12 km² es agua.

## Demografía
Según el censo de 2010, había 3.282 personas residiendo en Argyle. La densidad de población era de 110,8 hab./km². De los 3.282 habitantes, Argyle estaba compuesto por el 95.86% blancos, el 0.27% eran afroamericanos, el 0.46% eran amerindios, el 0.64% eran asiáticos, el 0% eran isleños del Pacífico, el 1.43% eran de otras razas y el 1.34% pertenecían a dos o más razas. Del total de la población el 5.58% eran hispanos o latinos de cualquier raza.